# Tubao
Tubao (Bayan ng Tubao) är en kommun i Filippinerna. Kommunen ligger på ön Luzon, och tillhör provinsen La Union. Folkmängden uppgår till 28 729 invånare år 2015.
Tubao är indelat i 18 barangayer.

## Bildgalleri
Tubao creation.jpg
Tubao Municipal Officials circa 1890.jpg
Carlos orencia letter.jpg
Macapagal inaugurating masalip dam.jpg
Municipal building (moncada model).jpg
</gallery>